# Tucanoichthys
Genre
Tucanoichthys est un genre de poissons téléostéens de la famille des Characidae et de l'ordre des Characiformes. Le genre Tucanoichthys est mono-typique, c'est-à-dire qu'il n'est composé que d'une seule espèce, Tucanoichthys tucano.

## Liste d'espèces
Selon FishBase (14 juin 2015):
- Tucanoichthys tucano Géry & Römer, 1997